# الكوم الأحمر (أسيوط)
قرية الكوم الأحمر هي إحدى القرى التابعة لمركز البداري في محافظة أسيوط في جمهورية مصر العربية. حسب إحصاءات سنة 2006، بلغ إجمالي السكان في الكوم الأحمر 3056 نسمة، منهم 1500 رجل و1556 امرأة.